# SPOTsCREEN
sPOTsCREEN – system multimedialny, wykorzystywany dotychczas w zachodniej Europie jako ekran do prezentacji multimedialnych, reklamowych, jak i zestaw kina domowego, będący alternatywą dla telewizorów LCD oraz plazmowych.
W skład systemu wchodzi ekran oraz rzutnik multimedialny. Dzięki zastosowaniu specjalnej folii cyfrowej jakość i odbiór obrazu jest o wiele lepszy niż na dotychczasowych urządzeniach tego typu, takich jak ekran projekcyjny. Technologia sPOTsCREEN dała możliwość zmienienia szklanych powierzchni (np. okna lub ścianki działowej) w ekran do projekcji. Do zestawu niezbędny jest także projektor multimedialny. Jego parametry zależą od jasności pomieszczenia (minimalnie 4,500 ANSI lumenów). Ceny opisywanego systemu są konkurencją dla płaskich telewizorów nowej generacji. sPOTsCREEN pozwala na uzyskanie praktycznie dowolnej wielkości obrazu.
W Polsce dostępny poprzez firmę Simpeligent Polska.